# 1059. grenadirski polk (Wehrmacht)
1059. grenadirski polk (izvirno nemško 1059. Grenadier-Regiment; kratica 1059. GR) je bil pehotni polk Heera v času druge svetovne vojne.

## Zgodovina
Polk je bil ustanovljen 12. februarja 1944 iz 1026. grenadirskega polka kot sestavni del 92. pehotne divizije.
Junija istega leta je bil polk dodeljen 362. pehotni diviziji.